# Moveable Target Indication
Moveable Target Indication ist ein System in Radargeräten, welches bewegliche Ziele im Videosignalgemisch oder dessen digitales Abbild erkennen kann. Es greift dabei auch auf die Moving Target Indication (das Erkennen bewegter Ziele) zurück, kann im Gegensatz zu diesem System aber auch Ziele erkennen, die beweglich sind, sich aber gerade nicht oder tangential zum Radargerät bewegen.
Kern des Systems ist ein leistungsfähiger Radarsignalprozessor, der die Daten jeder Rangecell über mehrere Antennenumdrehungen speichert und so auch extrem langsame Veränderungen der Cluttersignatur erkennen kann, die dann im Plotextraktor gesondert untersucht werden.